# Rob Tielman

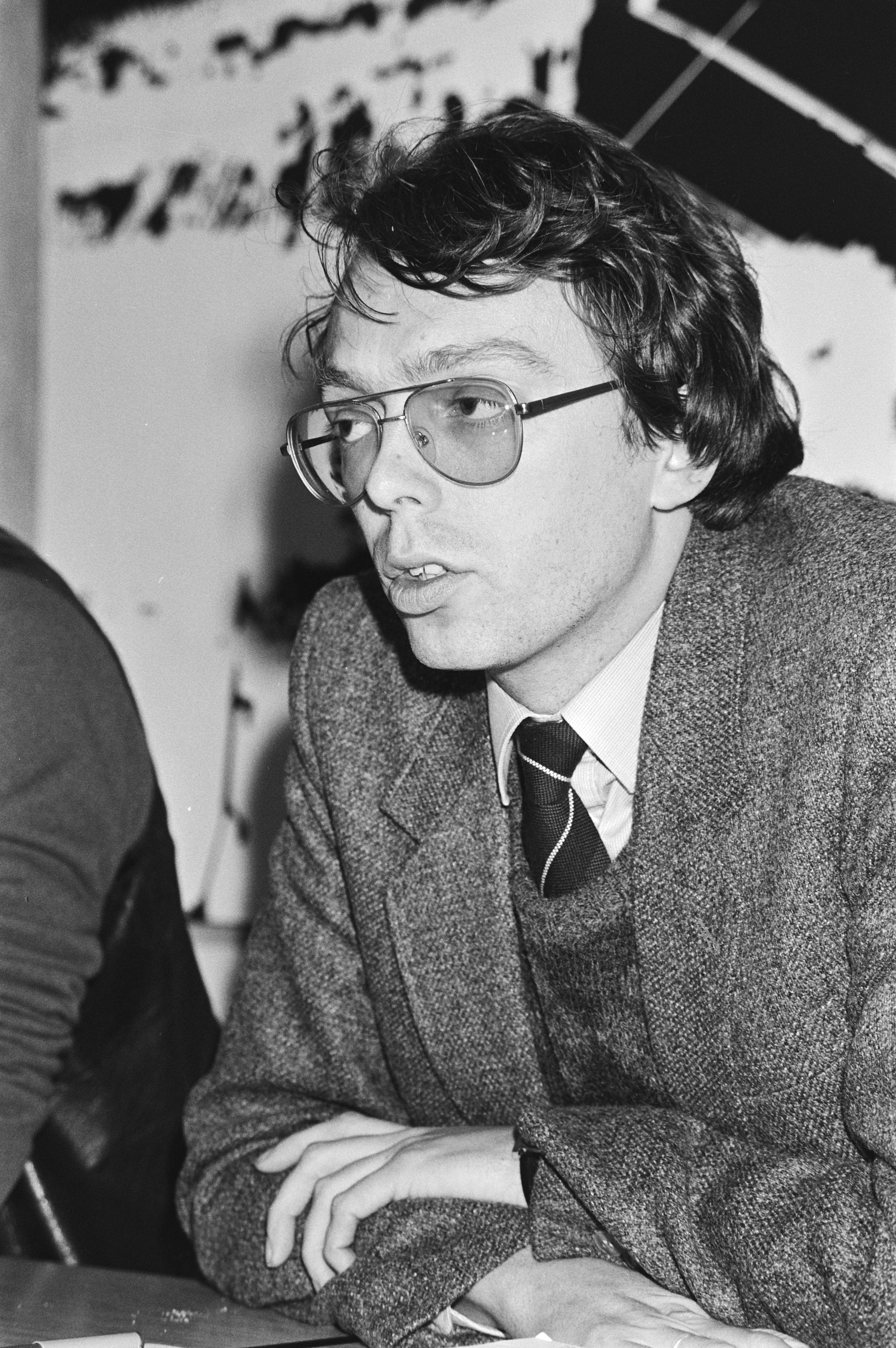
Tielman (1981)

Rob Tielman (* 19. August 1946 in Hilversum) ist ein niederländischer Soziologe, Autor und ehemaliger Hochschullehrer.

## Leben
Tielman wurde 1946 in Hilversum geboren. Nach seiner Schulzeit studierte er Soziologie in Utrecht. Nach Abschluss seines Studiums ergriff er die universitäre, berufliche Laufbahn und wurde als Hochschullehrer für Soziologie an der Universität Utrecht angestellt. Tielman verfasste mehrere Bücher im Bereich der Soziologie. Des Weiteren schreibt Tielman Artikel für die niederländische LGBT-Zeitschrift Gay Krant und ist in der niederländischen LGBT-Organisation COC Nederland engagiert. Tielman ist verheiratet und hat mit seinem Ehemann mehrere Pflegekinder.

## Bücher (Auswahl)
- Homoseksualiteit in Nederland, 1982
- Voorontwerp Humanistisch Perspectief, 1983
- Grondrechtenafweging en de Wet Gelijke Behandeling, 1984
- Socialisatie en Emancipatie, 1985
- Humanistische Sociologie: een Paradox als Paradigma, 1987
- Building a World Community, 1989
- Bisexuality and HIV/AIDS, 1991
- Third Pink Book; Gay and Lesbian Rights Worldwide, 1993

## Auszeichnungen
- Ritterschaft, 1987 durch Königin Beatrix verliehen.
- Rob Angelo Medaille, 1998 (nach dem Gründer Nico Engelschman von COC Nederland benannte Auszeichnung)[1]